# Coccygodes superbus
Coccygodes superbus là một loài tò vò trong họ Ichneumonidae.